# Ундуес-де-Лерда
Ундуес-де-Лерда (ісп. Undués de Lerda) — муніципалітет в Іспанії, у складі автономної спільноти Арагон, у провінції Сарагоса. Населення — 71 особа (2010).
Муніципалітет розташований на відстані близько 320 км на північний схід від Мадрида, 100 км на північ від Сарагоси.

## Демографія
Динаміка населення (INE ):